# かながわIQ
かながわIQ（かながわ あいきゅう、10月26日 - ）は、日本のタレント・放送作家。ソニー・ミュージックアーティスツ所属。
熊本県出身。

## 来歴
2005年6月エアギタージャパン（現・日本エアギター協会）を設立、会長に就任。サマーソニック05、06、07、08、09、10とエアギター日本決勝大会を主催。エアギターをコンペティションとして日本に初めて輸入した第一人者。エアギターブームの仕掛け人である。
エアギター世界大会に「Super IQ」名義で出場、2006年エアギター世界大会16位、2008年エアギター世界大会15位の成績を残す。
また、ロックバンドrEd rEborn worksのボーカル、放送作家、番組プランニング、キャスティング、イベント主催、音楽プロデュース、VJ、作曲家、ラジオパーソナリティとして、またフジテレビホームページ内のデジタルコミック「少年タケシ」の編集部員、CSの音楽チャンネルやニコニコ生放送で司会を務めるなど、その活動は多岐に渡る。自身の職種を訊かれても１つに定まらない為、「メディア・アルケミスト」を名乗っている。
回転の早い受け答えにより、ラジオパーソナリティとしてはFM局を中心に長年番組を持ち、司会としても『魔法の天使クリーミーマミ』で知られるアイドル太田貴子のイベントなどで活躍。
ポーカーが得意で2009年全日本ポーカー選手権11位の成績を収める。
2010年、「ロフトプラスワン公式サウンドトラック」収録曲「STAR CHASER」にてCDデビュー。
2011年11月、Daisy×Daisy1stアルバム「Daisy×Daisy」収録曲「LAST PAIN」にて作曲家デビュー。
2012年6月、レプロエンタテインメントに所属するアイドルユニット「ベイビーレイズ」をプロデュース。「デビューまでプロモーションして報酬5万円」というニュースが話題に。2012年9月26日発売「ベイビーレイズ」1stシングルカップリング曲「Level 1」作詞を担当。
2012年にSUMMER SONICのSIDE-SHOW MESSEで世界エアバンド選手権『Air Band World Championship 2012 -Episode 0-』を主催。世界エアバンド協会の会長職も務める
（この時の優勝はかながわ自身とも交流のあるリアルバンドの「忘れらんねえよ」）。このエアバンド選手権がきっかけで出場していたプラチナムプロダクション所属のエアバンド「Doppelgänger」をプロデュース。
2013年5月プラチナムプロダクション所属の美人教師型アイドルユニット「教育的指導!!せんせ～しょん's」をプロデュース。この時はプロデューサーでは無く「校長」を名乗っている。
またこのユニット名はTwitterで公募したことでニュースになり話題に。
2014年1月(株)オフィスギャラクティカ取締役プロデューサーに就任。同社に所属するアーティスト「Daisy×Daisy」をプロデュースする。
2014年8月“教育的指導型アイドルユニット”『FYT』(Funky Yankee Teachers)をフルプロデュースし始動。12月17日にJVCケンウッド・ビクターエンタテインメントよりメジャーデビューさせる。
2020年5月、YouTubeにてSupremeや90年代〜00年代の裏原宿に特化した内容の『日本ストリートカルチャー大学』を開始。
2022年5月、ストリートファッションブランド『Change』のプロモーションディレクターに就任。

## TV出演
- 秘密倶楽部o-daiba.com （フジテレビ） -  ロドニー・グリーンブラットの偽者役。
- バックステージパス （BSフジ）- MC。
- DYNSTY69 (M-ON)- MC。
- 首都圏ネットワーク(NHK)
- つながるテレビ@ヒューマン(NHK)
- Gの嵐 （日本テレビ） - エアバンド選手権審査員。
- めざましTV （フジテレビ）
- 情報プレゼンター とくダネ! （フジテレビ）
- リアルタイム （日本テレビ）
- スッキリ!! （日本テレビ）
- M-SIZE (MTV) - 美勇伝にエアギターレクチャー。
- 生出しタケシ （フジテレビ） -  MC。
- 紅白歌合戦(NHK)
- パンキンランダ (GyaO) - 2007年3月～ ひろし役
- money cafe(BS11)
- 動画戦隊! アニメンジャー (MUSIC ON! TV)

## ラジオ出演
- SOMETHING (TOKYO FM)
- AVANTI (TOKYO FM)
- バツラジ （TBSラジオ）
- GALACTICA GOLDENBALL[注 2]（FM-FUJI）2011年4月-
- NEVERMIND!!（金曜）　かながわIQのGALACTICA GOLDENBALL （FM-FUJI）2009年4月-2011年3月
- RADICAL LEAGUE（火曜）　かながわIQのギガンティック・ロッキン・ボム（FM-FUJI）2008年4月-2009年3月

## Web出演
- かながわIQとピョコタンのビックリ汁（ニコニコ生放送）

## TV番組構成
- おはスタ（テレビ東京）
- 王様のブランチ(TBS)
- Pooh!(TBS)
- ベスト百貨（フジテレビ）
- チノパン（フジテレビ）
- 秘密倶楽部o-daiba.com（フジテレビ）
- 株式会社o-daiba.com（フジテレビ)
- 畑野スタイル（テレビ東京）
- WHAT`S UP（テレビ東京）
- 蔵出し（テレビ東京）
- 虎REVA（テレビ東京）
- ラブドキュ（テレビ東京）
- 美神のくるぶし（テレビ東京）
- 美神のくびれ（テレビ東京）
- 恋のチューンネップ（日本テレビ）
- TURN TURN TURN（毎日放送）
- ザ・個室関係（毎日放送）
- ブリンぶりん家（毎日放送）
- ミス・ヤングマガジンGP(MONDO TV)
- アイドル温泉（BSフジ）
- うごくアイドルお宝名鑑（BSフジ）
- コンプラパラディソ（フジテレビ）
- 永久保存版!みんなで歌おうアニメソングカウントダウン2006（フジテレビ）
- E-JAN（テレビ神奈川）
- ギュルギュル○得(Viewsic)
- M-ONオールタイムリクエスト(MUSIC ON! TV)
- カバーガールズ(BSフジ)
- 音神GIG TV!(TX)
- 企画工場なりあがり 連想クイズニューロン(TBS)
- ここでるTV(KFB)
- ガチャガチャポン!(フジテレビ)
- 高橋瞳ファーストライブ＆ドキュメント“sympathy”（TBSチャンネル）
- 坂本真綾・君に届く声～ミュージック＆ドキュメント～（TBSチャンネル）
- 水樹奈々　etarnal voice～君がくれた夏～（TBSチャンネル）
- アキバ!AKIBA☆あきば(TOKYO MX)
- サッカーアース（日本テレビ）
- ワッチミーNEWS（ワッチミー! TV）
- ミッドナイトベッドタウン(TOKYO MX)
- キャンパスリンク(TOKYO MX)
- ワッチミー!TVxTV（BSフジ）
- SOLiVE24（weathernews）

## 雑誌
- 「ファミ通ブロス」(コラム連載)
- 「KIDSデビュー」（コラム連載）
- 「SOUP」（インタビュー掲載）
- 「フィッテ」（インタビュー掲載）
- 「Weeklyぴあ」（インタビュー掲載）
- 「ねっため」（特集5P）
- 「HyperJoyWAVE」（特集1P）
- 「warp」（コラム掲載）

## 著書
- 『AIRGUITAR OFFICIAL GUIDE BOOK』トランスワールドジャパン、平成18年8月

## DVD
- 『AIRGUITAR BIBLE DVD』ビクター、平成18年6月